# Lago Cote
Lago Cote är en sjö i Costa Rica.   Den ligger i provinsen Alajuela, i den nordvästra delen av landet, 120 km nordväst om huvudstaden San José. Lago Cote ligger 649 meter över havet. Arean är 1,9 kvadratkilometer. Omgivningarna runt Lago Cote är en mosaik av jordbruksmark och naturlig växtlighet. Den sträcker sig 1,9 kilometer i nord-sydlig riktning, och 1,6 kilometer i öst-västlig riktning.